# Massacre de Humera
O massacre de Humera foi um assassinato em massa étnico ocorrido no início de novembro de 2020 na cidade de Humera, na região de Tigray, no noroeste da Etiópia, próximo à fronteira com o Sudão. O massacre ocorreu durante um conflito armado entre o governo regional da Frente de Libertação do Povo Tigray (FLPT) e o governo federal da Etiópia. Os refugiados atribuíram o massacre às milícias amarianas, incluindo Fano, e a Força de Defesa Nacional da Etiópia .

## Referencias
1. 1 2 3 4 5  Brown, Will (23 de Novembro de 2020). «After the bombs they attacked with knives, claim Ethiopians fleeing peace prize winner's war». The Daily Telegraph. Cópia arquivada em 24 de novembro de 2020
2. 1 2 3  Latif Dahir, Abdi (9 de dezembro de 2020). «Fleeing Ethiopians Tell of Ethnic Massacres in Tigray War». The New York Times. Cópia arquivada em 9 de dezembro de 2020
3. ↑  Brief Monitoring Report on the Situation of Civilians in Humera, Dansha and Bissober
4. 1 2  Akinwotu, Emmanuel (2 de dezembro de 2020). «'I saw people dying on the road': Tigray's traumatised war refugees». The Guardian. Cópia arquivada em 2 de dezembro de 2020